# Dippí
Dippí (en rus: Диппы) és un poble del krai de Khabàrovsk, a Rússia, que el 2012 tenia 35 habitants.